# Pływalnia Olimpijska w Pekinie

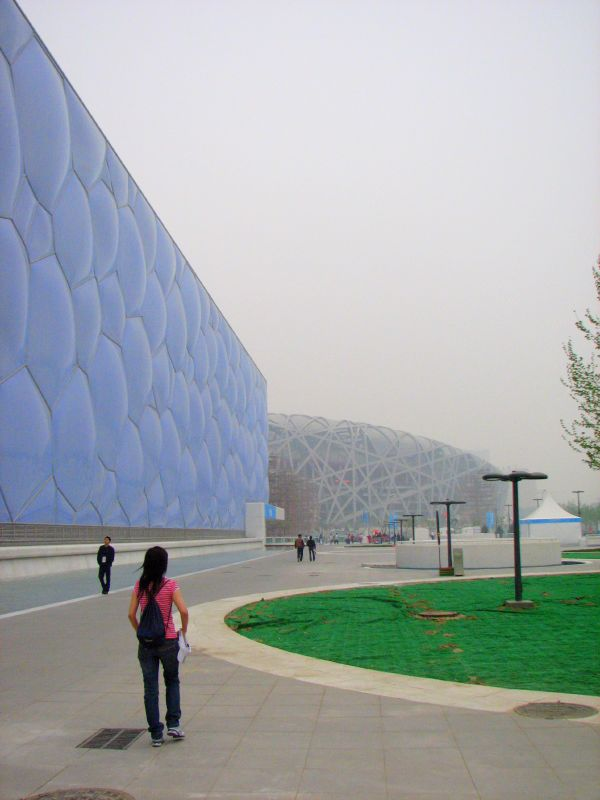
Pływalnia Olimpijska

Pływalnia Olimpijska w Pekinie (chiń. upr. 北京国家游泳中心; chiń. trad. 北京國家游泳中心; pinyin: Běijīng guójiā yóuyǒng zhōngxīn, ang. Beijing National Aquatics Center) - tzw. Kostka Wody (chiń. 水立方) lub Wodny Sześcian - [H2O]3 – obiekt zbudowany specjalnie na potrzebę Letnich Igrzysk Olimpijskich w 2008 roku. Pływalnia położona jest w Parku Olimpijskim, niedaleko Stadionu Narodowego w Pekinie.
Podczas Zimowych Igrzysk Olimpijskich 2022 budynek nosił nazwę Kostka Lodu (ang. Ice Cube) i był areną zmagań curlingowych.

## Projekt
W czerwcu 2003 r. wybrano najlepszy projekt pływalni. Zwycięzcami okazali się chińscy architekci z CSCEC International Design (China State Construction Engineering Corporation) współpracujący z australijskimi pracowniami Ove Arup i PTW (Peddle Thorp & Walker).

## Budowa
Prace budowlane rozpoczęły 24 grudnia 2003 r. Zakończenie nastąpiło w październiku 2007 r.

## Dane techniczne
Podczas igrzysk olimpijskich pływalnia mieściła 17 tysięcy widzów. Po ich zakończeniu liczba miejsc miała zostać zredukowana do 6 tys. Obiekt ma 177 m długości, tyle samo szerokości i 31 m wysokości.

## Igrzyska
Na igrzyskach olimpijskich w obiekcie zostały rozegrane różne dyscypliny: pływanie, skoki do wody oraz pływanie synchroniczne. Pływanie synchroniczne i skoki do wody były rozgrywane na małym basenie a pływanie na dużym basenie. Początkowo miały tu się odbyć również mecze piłki wodnej, jednak zostały one przeprowadzone w Ying Tung Natatorium.
Przed Zimowymi Igrzyskami Olimpijskimi 2022 pływalnia został przebudowana. Powstały w niej tory lodowe, na których rozegrano turnieje olimpijskie w curlingu.